# Figueres (Alt Palància)
Figueres (en castellà i oficialment, Higueras) és un municipi del País Valencià a la comarca de l'Alt Palància. Limita amb Caudiel, Montant, Pavies i Torralba.

## Geografia
El municipi es troba dins del Parc Natural de la Serra d'Espadà i té altures que ultrapassen els 1.000 m d'altitud, com ara La Pedriza (1.050), Monte Redondo (1.006); La Zarza (1.022), El Majadal (1.012) i El Rodeno Alto (1.080). Des dels cims d'algunes d'estes muntanyes es pot distingir la mar Mediterrània, així com les valls del Palància i del Millars, des d'una posició envejable.
També hi ha més d'una vintena de fonts, de les quals destaquen la de la Salut, la de la Maricalba —brollador d'aigua potable que des de sempre ha proveït d'aigua la població— la de les Nogueres, las Balsillas, i l'Elvira. El terme és freqüentat per cicloturistes i senderistes gràcies a la quantitat i diversitat de rutes, com ara la de Los Catorce Manantiales, que al llarg del barranc de l'Aguanaj ens passeja per catorze brolladors permanents, i un paisatge amb molta varietat d'espècies, tant vegetals com animals.

## Història
Després del pas d'ibers i romans, els àrabs fundaren ací l'alqueria de la Torre de la Figuera, l'actual Figueres. La conquesta cristiana va deixar-la en mans del rei moro de València, Zayd Abu Zayd, el qual, una vegada convertit al cristianisme, feu donació de totes les seues possessions al bisbe de Sogorb. El 1428 la població va tenir un paper fonamental en la rebel·lió dels mudèjars a la Serra d'Espadà, i eixe posicionament li costà quedar exclosa del repartiment de béns després de l'expulsió dels moriscs l'any 1609. En el segle XV posseïa el senyoriu el duc de Vilafermosa, qui va manar construir-hi el palau. El 1611 Figueres va passar a pertànyer a la baronia d'Aiòder, juntament amb Vilamalur, les Fonts d'Aiòder i Torralba. El baró Miquel Jofré va atorgar-li carta pobla per a atraure nous pobladors. Amb la desamortització de Mendizábal perdé quasi la totalitat de les terres, motiu pel qual durant el segle xix tingueren lloc diversos conflictes amb la població veïna de Pavies, uns fets que obligaren a redistribuir els termes municipals fins a deixar-los com ara els coneixem. El segle XX fou un segle d'emigració i despoblament a Figueres.

## Demografia
| 1900 | 1910 | 1920 | 1930 | 1940 | 1950 | 1960 | 1970 | 1981 | 1991 | 1996 | 1998 | 2000 | 2002 | 2004 | 2006 | 2008 | 2010 |
| ---- | ---- | ---- | ---- | ---- | ---- | ---- | ---- | ---- | ---- | ---- | ---- | ---- | ---- | ---- | ---- | ---- | ---- |
| 366  | 334  | 289  | 246  | 211  | 165  | 129  | 62   | 51   | 33   | 46   | 41   | 39   | 49   | 92   | 73   | 54   | 50   |

## Economia
L'economia de Figueres depén del camp i dels seus productes: la mel, l'oli d'oliva i les cireres tenen molta anomenada.

## Monuments
- Església de la Puríssima. És originària del 1611, encara que està molt modificada. S'ubica sobre una antiga mesquita.
- Forn mudèjar. És del segle XIII i encara està en ús.
- Ponts romans. N'hi ha dos dins del terme municipal.

## Festes i tradicions
- Festes patronals. Se celebren la segona setmana d'agost.
- La Immaculada Concepció. És el dia 8 de desembre.
- Sant Antoni. És el dia 17 de giner.